# Арутюнян, Арцвик Бориковна
Арцвик Бориковна Арутюнян (род. 21 октября 1984, Капан, Армянская ССР, СССР) — армянская и российская певица, участница 2-го сезона шоу «Голос». 24 декабря 2016 года была выбрана в качестве представительницы Армении на конкурсе песни «Евровидение-2017», на котором заняла 18 место.

## Ранние годы
Арцвик Арутюнян родилась 21 октября 1984 года в Армении. Когда Арцвик исполнилось 5 лет, её семья переехала в Москву. После окончания школы с математическим уклоном, Арцвик решает продолжить образование в Московском Государственном Педагогическом Университете по специальности психолог-логопед. Параллельно с этим, Арцвик пытается реализовать свой потенциал в разных сферах деятельности, и , в итоге,  побеждает музыка.

## Карьера
Уже в детстве  музыкальные способности Арцвик вызывали удивление и восхищение окружающих. Однако, определяющим моментом в осознании того, что её будущее непреложно будет связано с музыкой, становится вышедший в 1992 году фильм ,,Телохранитель’’ и знакомство с творчеством Уитни Хьюстон. 
Лишь много лет спустя, Арцвик  набирается смелости попробовать свои силы на музыкальном поприще. Загадав желание в новогоднюю ночь, она принимает окончательное решение заниматься вокальным творчеством и смело устремляется к активному осуществлению творческих планов.
В 2012 году Арцвик становится участницей проекта ,,Джаз  Паркинг’’. В этом же году, она успешно выступает в российской версии международного проекта ,,Голос’’. 
За короткое время, певица приобретает широкую известность, как в России, так и в Армении. Бурный творческий процесс обязывает Арцвик  представлять своим зрителям новые  исполнения, как  народных  песен  (“Դու իմ մուսան ես”, ‹‹Թամամ աշխարհ››, ‹‹Արի, արի››), так и эстрадных произведений (“Why”, “No fear”, “I Say Yes”, “Сестры по духу”). Певица активно участвует в концертах и музыкальных фестивалях в разных городах России и Армении.
Несмотря на то, что Арцвик всегда сохраняла тесную связь с родиной, именно, в 2016 году она приняла решение вернуться в Армению и стала участницей общеармянского музыкального проекта Первого канала ,,Депи Евратесил’’. Певица всегда мечтала представить Армению  на европейском конкурсе и получила эту возможность, благодаря победе в  проекте. В процессе участия в проекте, Арцвик заслужив высшие оценки жюри и зрителей, добилась возможности представлять Армению на конкурсе ,,Евровидение-2017’’ в столице Украины, городе Киеве. Во время  участия в проекте Арцвик помогал и поддерживал руководитель команды, участник конкурса ,,Евровидение-2015’’ Есаи Алтунян.

## Синглы
- 2014 — «No Fear»
- 2014 — «Why»
- 2015 — «Сестра по духу» (дуэт с Маргаритой Позоян)
- 2015 — «I Say Yes»
- 2017 — «Fly With Me»  (конкурсная песня для Евровидения)

## Видеоклипы
- 2015 — «Сестра по духу» (дуэт с Маргаритой Позоян)
- 2017 — «Fly With Me»  (конкурсная песня для Евровидения)

## Фильмография
- Голоса большой страны (2016)